# Liste der Monuments historiques in Les Mesneux
Die Liste der Monuments historiques in Les Mesneux führt die Monuments historiques in der französischen Gemeinde Les Mesneux auf.

## Liste der Objekte
| Bezeichnung                                             | Beschreibung                                                  | Standort                     | Kennzeichnung | Schutzstatus | Datum | Bild |
| ------------------------------------------------------- | ------------------------------------------------------------- | ---------------------------- | ------------- | ------------ | ----- | ---- |
| Gemälde Stehende Madonna                                | Ölfarbe auf Leinwand, 1771 von Jacques Wilbault               | in der Kirche St-Remi (Lage) | PM51000553    | Classé       | 1908  |      |
| Gemälde Heiliger Vinzenz                                | Ölfarbe auf Leinwand, 1839 von Francois Clovis Hécart-Gaillot | in der Kirche St-Remi (Lage) | PM51001908    | Inscrit      | 2015  |      |
| Türflügel des Hauptportals                              | Holz, 16. Jahrhundert                                         | in der Kirche St-Remi (Lage) | PM51000552    | Classé       | 1908  |      |
| Türflügel des Westportals                               | Holz, 15. Jahrhundert                                         | in der Kirche St-Remi (Lage) | PM51000554    | Classé       | 1923  |      |
| Skulptur Heiliger Quintinus                             | Stein, 16. Jahrhundert                                        | in der Kirche St-Remi (Lage) | PM51001906    | Inscrit      | 2003  |      |
| Zwei Skulpturen: Johannes Evangelist und Mater dolorosa | Holz, farbig gefasst, 19. Jahrhundert                         | in der Kirche St-Remi (Lage) | PM51001907    | Inscrit      | 2003  |      |